# Stracciatella (sopa)

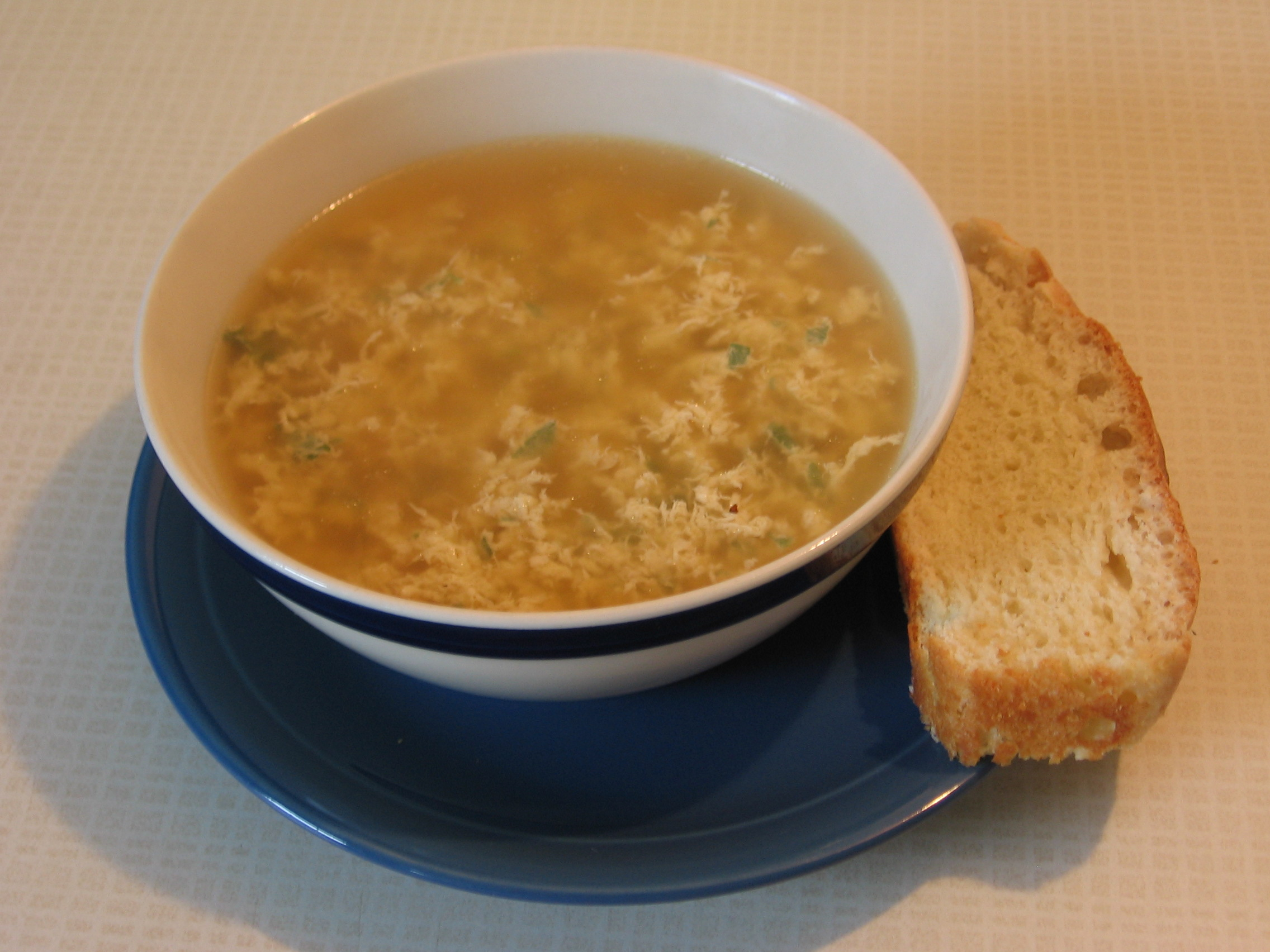
Cuenco de stracciatella

La stracciatella es un plato típico de varias regiones de Italia, concretamente de las cocinas romana, de las Marcas y de los Abruzos, que consiste en una sopa a base de huevo a la que se añade queso parmesano rallado, sal, pimienta, nuez moscada, a veces sémola y cocinada en caldo. El nombre proviene del hecho de que la mezcla de huevos dentro del caldo toma la forma de pequeñas tiras (stracciatella es un diminutivo derivado del verbo stracciare (‘hacer tiras’).
Este plato también es muy conocido en la región de las Marcas (stracciatella alla pesarese y stracciatella alla anconetana) y en Emilia-Romaña (minestra del paradiso), aunque hay pequeñas diferencias en las recetas.
Una versión similar, aunque con otro nombre, también está presente en la cocina istriana, donde se le llama «pasta butada», por el hecho de que su preparación consiste en «tirar» (buttare) en el caldo hirviendo, con la ayuda de un tenedor, la masa de harina, huevos, mantequilla y queso parmesano.